# Opławiec

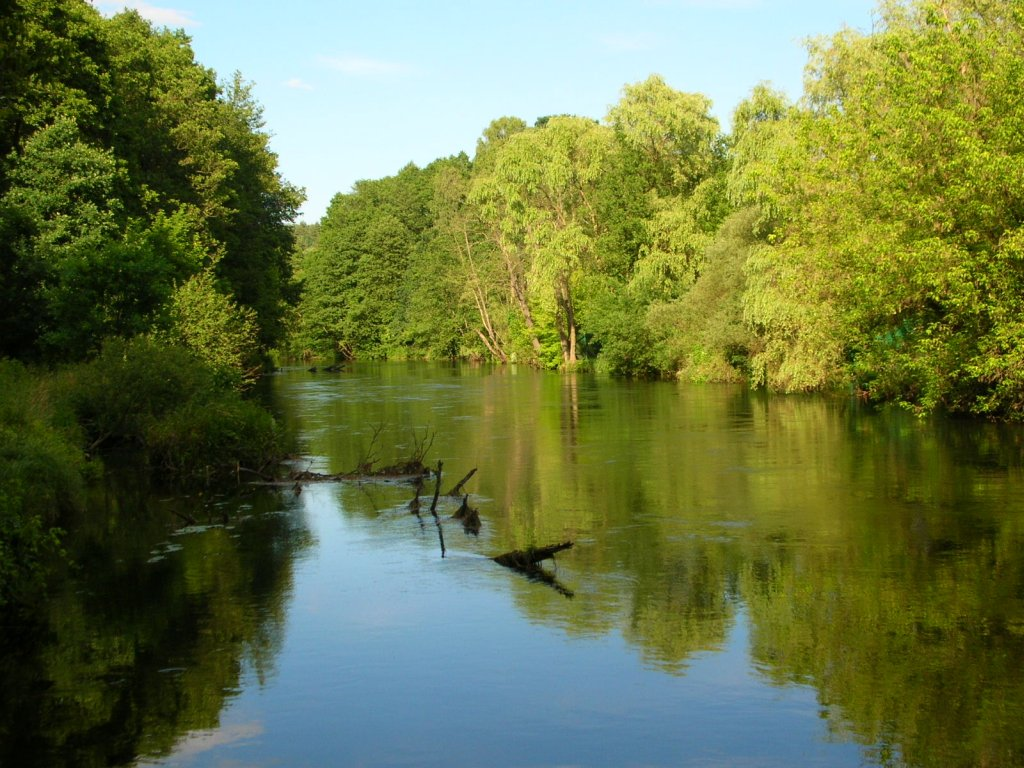
Brda w Opławcu

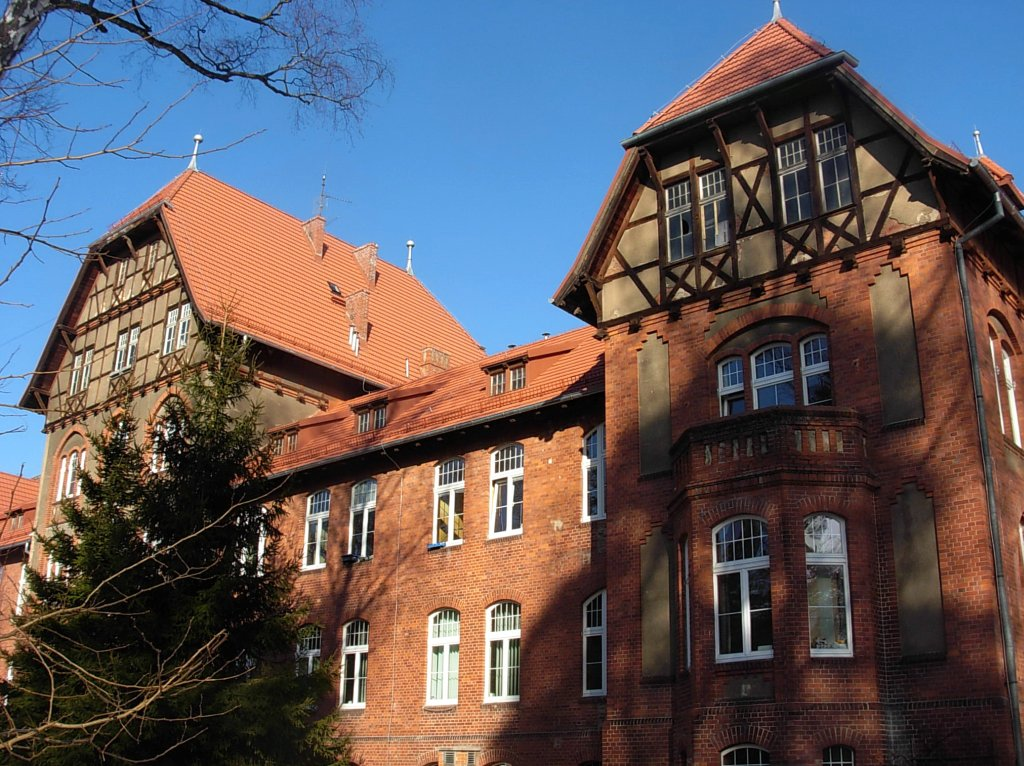
Sanatorium Przeciwgruźlicze z 1904 r.

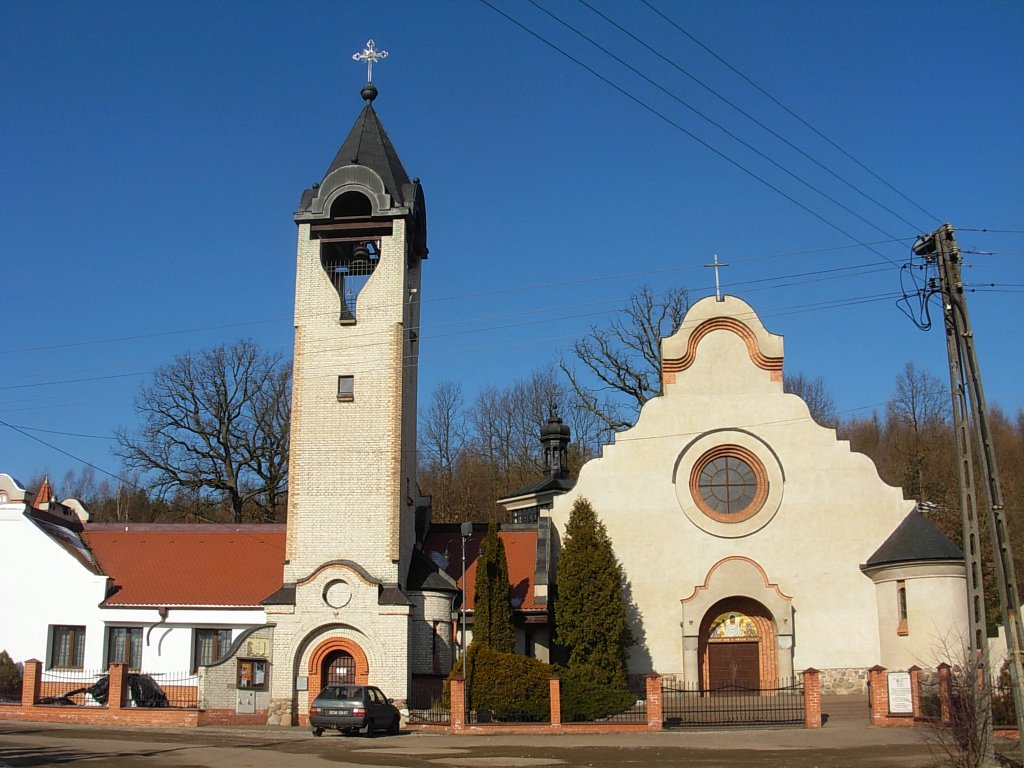
Kościół Przemienienia Pańskiego

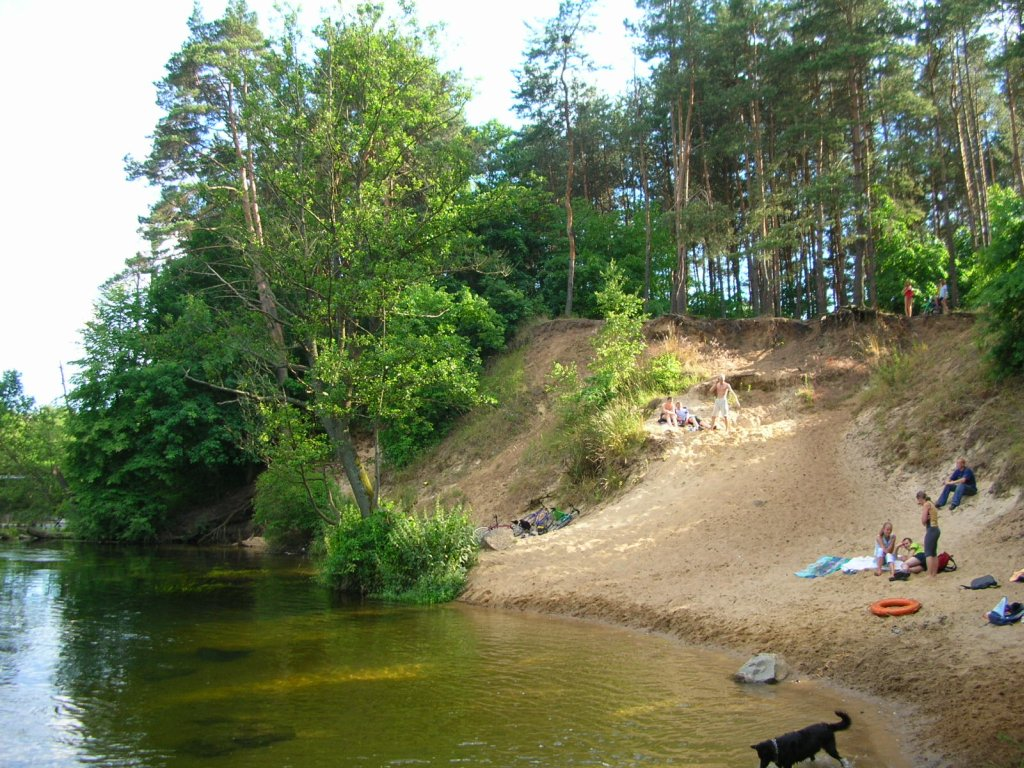
Urwisty brzeg Brdy

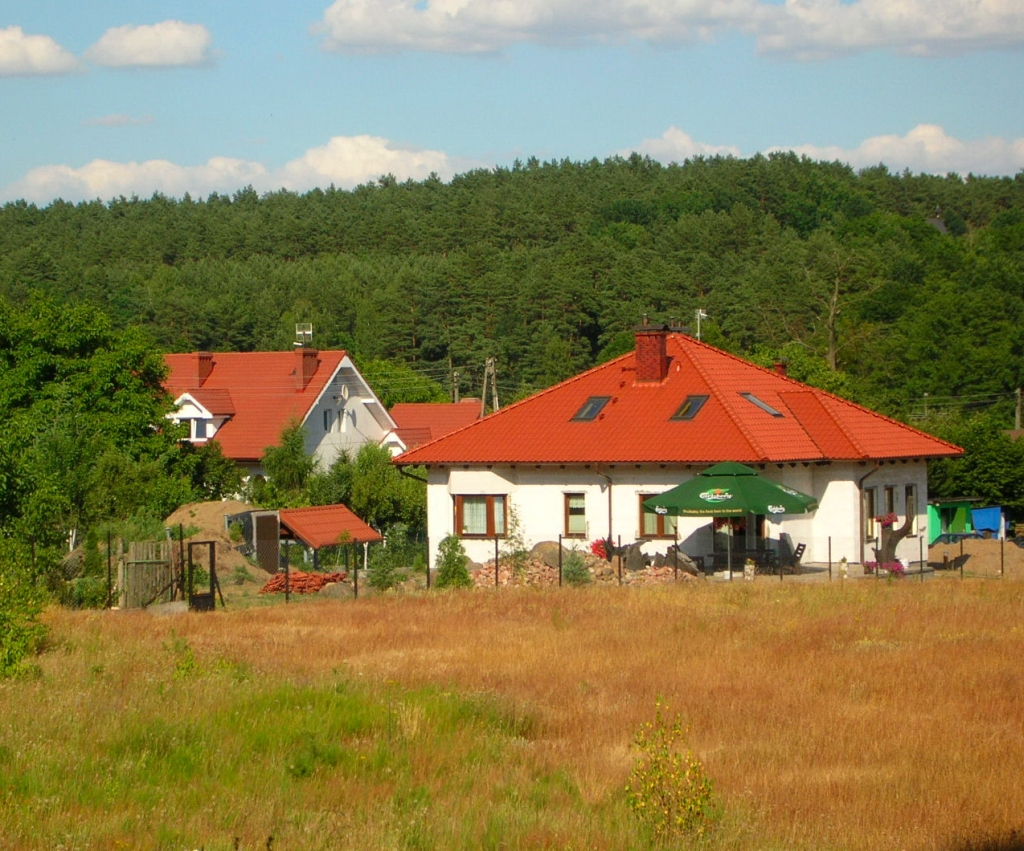
Nowa zabudowa

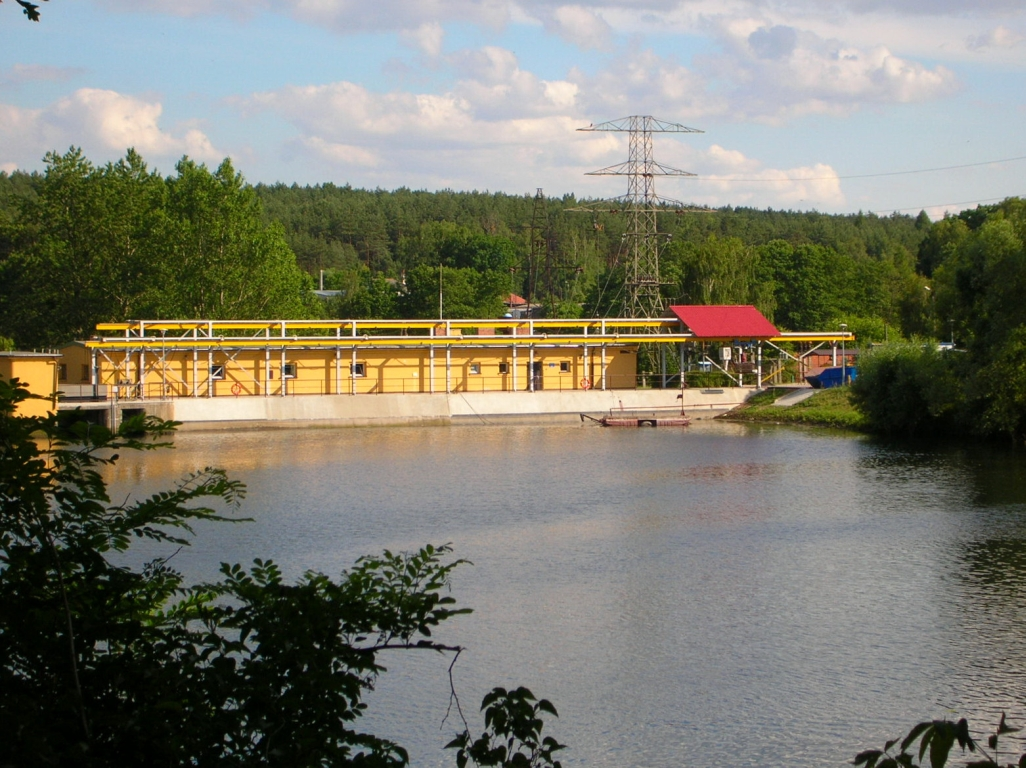
Zapora wodna

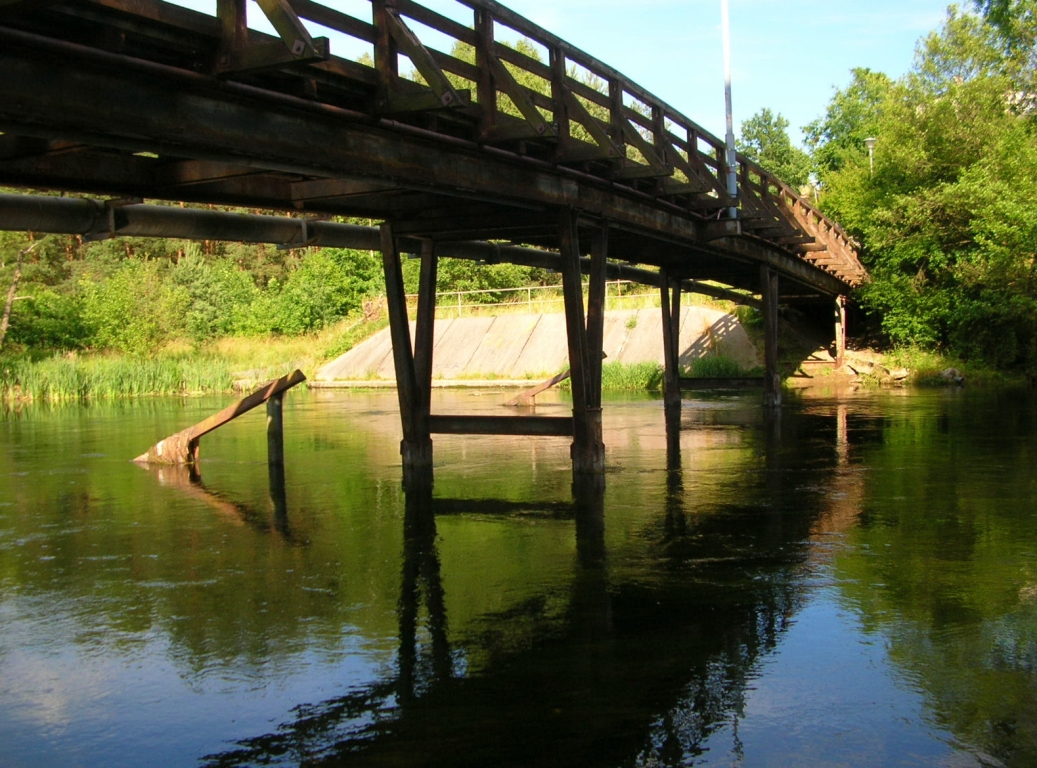
Kładka na Brdzie łącząca Opławiec ze Smukałą

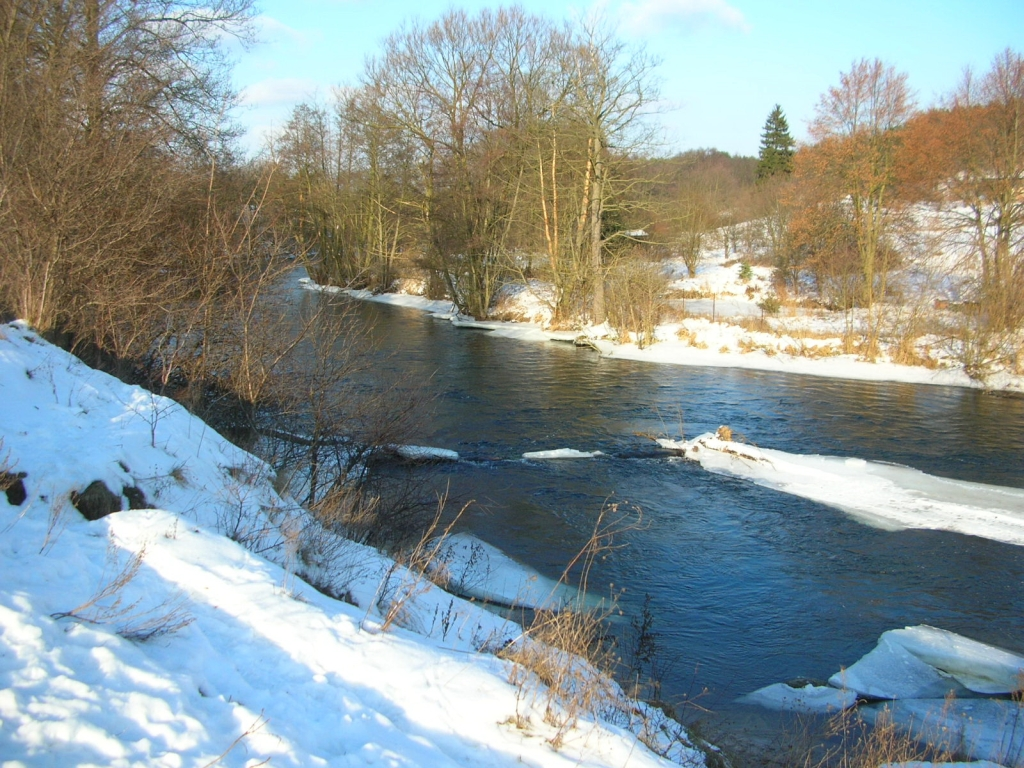
Brda w zimowej szacie

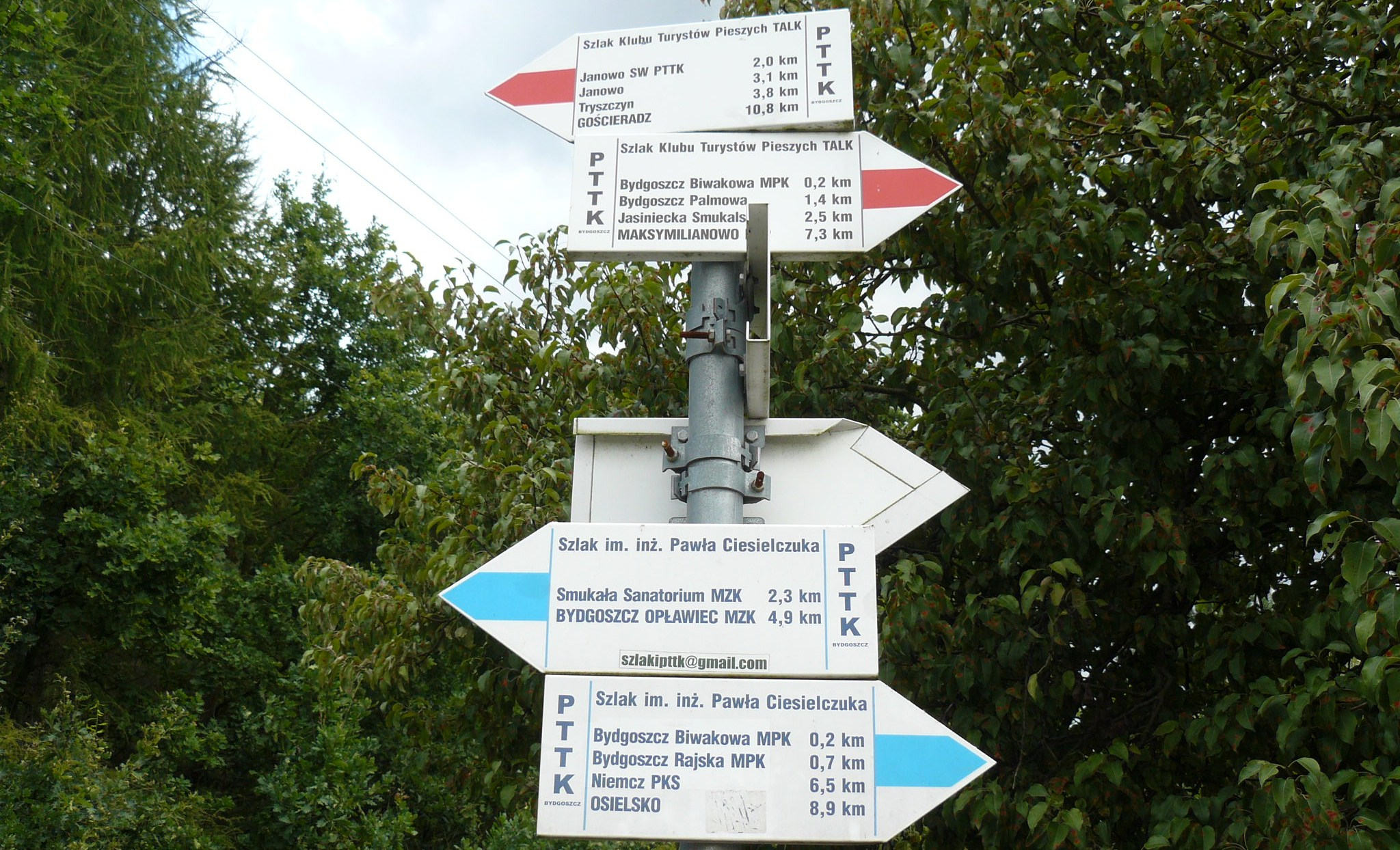
Węzeł znakowanych szlaków turystycznych w Opławcu

Opławiec − jednostka urbanistyczna (osiedle) miasta Bydgoszczy, położona w jego północno-zachodniej części nad Brdą.

## Położenie
Jednostka urbanistyczna Opławiec usytuowana jest na północno-zachodnich rubieżach miasta. Od wschodu graniczą z nią Smukała i Piaski, od południa Czyżkówko, natomiast od północy i zachodu granica Opławca stanowi granicę terytorium administracyjnego Bydgoszczy. Granicę wschodnią i północną stanowi Brda, zaś granica zachodnia przebiega przez tereny leśne.
Teren jednostki urbanistycznej Opławiec w obecnym kształcie włączany był do miasta w dwóch etapach. W 1954 r. włączono część południową ze wsią Opławiec (479 ha), zaś w 1961 r. część północną – Janowo (138 ha).
Pod względem fizyczno-geograficznym jednostka należy do makroregionu Pojezierze Południowopomorskie, mezoregionu Dolina Brdy oraz mikroregionów: Dolina Sandrowa Brdy (taras wysoki pochodzenia sandrowego ok. 80 m n.p.m.) i Dolina Smukalska (trzy niższe terasy pradolinne plus trzy terasy holoceńskie zalewowe i nadzalewowe). Granicę obu poziomów (sandrowego i dolinnego) stanowi zbocze o wysokości względnej ok. 15–20 m.

## Charakterystyka
Opławiec jest osiedlem mieszkaniowym o wysokich walorach rekreacyjno-wypoczynkowych. Położony jest w enklawie pośród lasów nad rzeką Brdą. Nie przebiegają tu żadne ruchliwe drogi. Obrzeżem Opławca biegnie droga krajowa nr 25 w kierunku Koszalina.
Na północy jednostki urbanistycznej znajduje się osada letniskowa Janowo, od której aż do Opławca Brda zakręca 180 stopni, tworząc zakole, wewnątrz którego znajduje się teren leśny. Jest tu zlokalizowany największy w mieście kompleks zabudowy letniskowej, a nad Brdą – oprócz „dzikich” kąpielisk – znajduje się camping i stanica wodna PTTK, gdzie możliwe jest wypożyczenie sprzętu wodnego. Brda podpiętrzona jest przez zaporę ziemną wraz z elektrownią wodną, tworząc tzw. Zalew Smukalski. Rzędna piętrzenia wody wynosi 50 m n.p.m., szerokość zalewu wynosi od 100 do 200 m, a jego długość 6–8  km. Brzegi rzeki porasta grąd. W Brdzie notuje się wahania poziomu wody do 1,5 m wskutek pracy zapór. Niektóre fragmenty terenu zostały podtopione.
W głębi lasu na górnym tarasie znajduje się osada sanatoryjna zwana Smukałą Górną, natomiast wzdłuż ul. Opławiec osiedle domów jednorodzinnych. Na terenie osiedla znajduje się zespół szkół podstawowych, publiczne przedszkole oraz Sanatorium dla Płucnochorych należące do Kujawsko-Pomorskiego Centrum Pulmonologii. Plan zagospodarowania przestrzennego przewiduje dla Opławca budownictwo jednorodzinne z dużym udziałem zieleni (60% powierzchni działek).

### Nazwa
Nazwa jednostki pochodzi od słowa pław = bieg wody, nurt, pokrewnego wyrazom płynąć, opłynąć i ma związek z położeniem Opławca nad Brdą.

### Ludność
W 1970 r. Opławiec zamieszkiwało 1,2 tys. osób, 20 lat później – 1,0 tys.. Do 1995 r. liczba mieszkańców spadła do 960 osób, po czym zaczęła rosnąć osiągając w 2007 r. liczbę 1,07 tys., a w 2010 r. 1,14 tys.. Latem na daczach w ogrodach działkowych w Janowie mieszka wielu mieszkańców z innych dzielnic miasta.

### Tereny chronione
Cały teren jednostki urbanistycznej Opławiec należy do Obszaru Chronionego Krajobrazu Zalewu Koronowskiego. Teren ten leży także w strefie ochrony wód Brdy, które stanowią źródło wody pitnej dla mieszkańców Bydgoszczy. W północnej części obszaru, na terenie Janowa znajdują się dwa pomniki przyrody, dęby szypułkowe: przy ul. Olimpijskiej o obwodzie w pierśnicy 375  cm, oraz dąb „Magda” na terenie stanicy PTTK.

## Historia
Opławiec to dawna wieś, należąca do wójtostwa bydgoskiego.
W inwentarzu wójtostwa z 1744 r. podano, że we wsi Opławiec mieszka JMP Stoliński według nadanego w 1720 roku kontraktu czynszowego typu olęderskiego. Był on obowiązany płacić wójtowi rocznie 120 złotych podatków (czynsz, pogłówne, hiberna). W 1753 i 1766 r. wieś dzierżawił Jakub Zybert.
Spis miejscowości rejencji bydgoskiej z 1833 r. podaje, że we wsi Opławiec mieszkało 81 osób (72 ewangelików, 9 katolików) w 11 domach. Nieopodal znajdowała się osada zwana Okolle, którą zamieszkiwało 26 osób (wszyscy ewangelicy) w 4 domach. Według opisu Jana Nepomucena Bobrowicza z 1846 r. kolonia Opławiec oraz Okolle należały do rządowej domeny bydgoskiej. Kolejny spis z 1860 r. podaje, że wieś liczyła 120 mieszkańców (110 ewangelików, 10 katolików) w 16 domach. Najbliższa szkoła elementarna znajdowała się w Smukale. Miejscowość należała do parafii katolickiej i ewangelickiej w Bydgoszczy. Po lewej stronie Brdy, naprzeciw Opławca leżała kolonia Okolle, w której mieszkało 336 osób (223 ewangelików, 110 katolików, 3 Żydów). Dzieci ewangelickie z Okola uczęszczały do szkoły położonej przy folwarku Czyżkówko, a dzieci katolickie – do szkoły w Smukale. Z mapy okolic Bydgoszczy Schulza z 1857 r. wynika, że w połowie XIX w. zabudowa wsi istniała w rejonie dzisiejszego mostu na Brdzie przy ul. Biwakowej oraz w części południowej ul. Opławiec.
Słownik geograficzny Królestwa Polskiego dla roku 1884 podaje, że miejscowości mieszkało 273 osób (221 ewangelików, 52 katolików) w 43 domostwach.
W 1895 r. zbudowano Bydgoską Kolej Powiatową ze stacją Opławiec. Natomiast leśniczówkę i kolejną stację, położoną w lesie na tarasie górnym, po prawej stronie Brdy, nazwano Smukałą Górną, w odróżnieniu od istniejącej po drugiej stronie Brdy na niskim tarasie zalewowym wsi Smukała Dolna. W 1904 r. w sosnowym lesie, w odległości 1  km od stacji wzniesiono Sanatorium Przeciwgruźlicze. Placówka powstała z inicjatywy Stowarzyszenia do Walki z Gruźlicą jako Chorobą Społeczną Prowincji Poznańskiej. Budynki sanatoryjne zaprojektował bydgoski radca budowlany Carl Meyer. Do 1914 r. wybudowano kolejne budynki, willę dyrektora oraz urządzono park z architekturą ogrodową. W tym czasie sanatorium było nowoczesnym kompleksem leczniczym, zbudowanym według najbardziej funkcjonalnych wzorów architektonicznych dla tego typu obiektów w Europie. Jednorazowo mieściło około 180 pacjentów, a rocznie korzystało z jego usług blisko tysiąc osób.
W 1906 r. w Opławcu powstał most, zapora i elektrownia wodna na Brdzie, co związane było z rozwojem Fabryki Karbidu w Smukale oraz budową odgałęzienia kolei wąskotorowej do Maksymilianowa.
Okres międzywojenny przyniósł budowę szkoły (1923) oraz rozwój rekreacji. W tym czasie Opławiec stanowił popularną miejscowość wypoczynkową odwiedzaną w niedziele i święta przez mieszkańców Bydgoszczy. Sprzyjała temu przebiegająca tędy kolejka wąskotorowa do Koronowa. Na skarpie doliny Brdy istniała restauracja z salą taneczną i ogrodem, poza tym płatna plaża i dzikie kąpielisko. Po II wojnie światowej Opławiec został pozbawiony zaplecza gastronomiczno-sanitarnego i jego rola rekreacyjna zmalała.
Podczas kampanii wrześniowej w 1939 r. zniszczeniu uległy: most, zapora i fabryka karbidu. W latach 1941–1945 istniał tu hitlerowski obóz przejściowy, przez który przewinęło się ok. 4 tys. osób – głównie wysiedlonych z Pomorza. Wskutek morderczej pracy, głodu i bicia zginęło 814 osób, w tym 420 dzieci.
Po II wojnie światowej, w 1952 r. odbudowano w nowej formie zaporę i elektrownię wodną na Brdzie. Dwa lata później Opławiec włączono do Bydgoszczy, a w 1961 r. także teren położony na północ od wsi z Janowem. W 1961 r. oddano do użytku szkołę (nr 34) przy ul. Opławiec 132. Otwarcia dokonał Kazimierz Maludziński – ówczesny przewodniczący Prezydium MRN. Szkołę wzniesiono według projektu Jerzego Michałowskiego, z sześcioma izbami lekcyjnymi, zaś patronem ustanowiono Adolfa Dygasińskiego. Placówka należała do 11 oddanych w Bydgoszczy tzw. szkół tysiąclecia, budowanych na obchody Tysiąclecia Państwa Polskiego.
Po 1945 r. nadal użytkowano i rozwijano Sanatorium Przeciwgruźlicze w Smukale Górnej, które pod dyrekcją Zbigniewa Romanowskiego, stało się nowoczesną placówką naukową, szczycącą się doskonałymi wynikami w leczeniu gruźlicy. W 1948 r. przy elektrowni wodnej powstało Gimnazjum Przemysłowo-Energetyczne. W 1969 r. po zlikwidowano kolej wąskotorową Bydgoszcz-Koronowo. Pozostał po niej do dzisiaj nasyp ziemny, porośnięty drzewami. Natomiast w latach 70. XX w. powstał w rejonie Janowa duży kompleks działek pracowniczych, usytuowany w terenie leśnym, w pobliżu Brdy.
W 1983 r. erygowano na terenie Opławca i Smukały parafię pw. Przemienienia Pańskiego. Budowa świątyni parafialnej, rozpoczęta w 1986 r., została zakończona w 2000 r. konsekracją kościoła.
Począwszy od lat 60. na terenie Opławca rozwijało się budownictwo jednorodzinne, zaś osiedle zyskało charakter sypialni dla mieszkańców Bydgoszczy, stawiających tutaj prywatne domy i wille.

## Rekreacja
Na terenie Opławca znajduje się ok. 2 ha terenów zieleni urządzonej, zlokalizowanej nad Brdą przy ul. Biwakowej oraz 358 ha zieleni nieurządzonej (59% powierzchni całej jednostki urbanistycznej). Głównym obszarem rekreacyjnym są otaczające lasy i zieleń przybrzeżna Brdy. Jedynym obiektem sportowo-rekreacyjnym na terenie osiedla w 2011 r. był zespół typu Orlik 2012 przy ul. Opławiec 157.
W 2018 ze środków z budżetu obywatelskiego przeprowadzono remont przedwojennego budynku przy ul. Smukalskiej 177, w którym siedzibę znajdzie Uczniowski Klub Sportowy.
Rozwój terenów zieleni zawarty w planach urbanistycznych Bydgoszczy zmierza do powołania parku dzielnicowego przy ul. Biwakowej, uwzględniającego m.in. plac zabaw dla dzieci. Natomiast studium transportowe Bydgoszczy przewiduje realizację m.in. drogi rowerowej wzdłuż ulicy Opławiec, Biwakowej i śladem dawnej kolei wąskotorowej do Koronowa. W pierwszej połowie 2013 roku Opławiec został połączony ścieżką rowerową biegnącą wzdłuż ulicy Koronowskiej z Czyżkówkiem oraz centrum miasta.

### Szlaki turystyczne
Przez jednostkę urbanistyczną Opławiec, poprowadzono liczne szlaki turystyczne, m.in.
- szlak „Brdy” z Brdyujścia w Bory Tucholskie;
- szlak im. inż. Pawła Ciesielczuka z Osielska do Opławca terenami leśnymi Północnego Pasa Rekreacyjnego Bydgoszczy;
- szlak turystów pieszych „Talk” z Fordonu do Gościeradza wzdłuż Zbocza Fordońskiego;
- szlak im. dr Stanisława Meysnera z Myślęcinka do Tryszczyna wzdłuż doliny Brdy;
- szlak im. Leona Wyczółkowskiego z Osowej Góry do Pruszcza wzdłuż wschodniego brzegu Brdy.

Większość szlaków przebiega przez zakole Brdy od Smukały do Janowa, gdzie gromadzą się najciekawsze atrybuty terenu: czysta rzeka o charakterze naturalnym, lasy odbijające swój wizerunek w wodzie, grądy, piaszczyste zbocza, cisza.
Opławiec stanowi także teren wypadowy w okoliczne tereny wypoczynkowe. Spacerem ok. 4  km przez las, czarnym szlakiem można dojść do Leśnego Parku Kultury i Wypoczynku w Myślęcinku. Podobnie żółtym szlakiem do Osowej Góry. Niedaleko stąd do Zalewu Tryszczyńskiego i Koronowskiego.

## Rada Osiedla
Jednostki urbanistyczne: Opławiec, Smukała i Janowo posiadają wspólną Radę Osiedla, której siedziba znajduje się przy ul. Opławiec 153

## Ulice w Opławcu
Związane z okolicą:
- Opławiec

Związane z rekreacją i wypoczynkiem:
- Biwakowa
- Kolonijna
- Kuracyjna
- Letniskowa (w 2020 utwardzona częściowo od nr 3 do 7 ażurowymi płytami betonowymi)[21]
- Rajdowa (w 2021 planowane utwardzenie)[22].
- Sanatoryjna (długość ok. 1,5 km, w 2019 utwardzona kosztem 7 mln zł)[23][24][25]
- Turystyczna (w 2020 utwardzona ażurowymi płytami betonowymi na odc. od ul. Letniskowej do Opławiec)[21]
- Wycieczkowa (w 2021 planowane utwardzenie)[22]
- Wypoczynkowa
- Zdrojowa

Związane z uczuciami:
- Kapryśna

Związane z nazwami geograficznymi:
- Janowska
- Krynicka
- Kudowska
- Tryszczyńska

Związane z osobami:
- Bernarda Chełkowskiego
- Doktora Stanisława Meysnera
- Doktora Zygmunta Kasperowicza
- Edwarda Soboczyńskiego
- Jana Montowskiego
- Michała Hoppego
- Profesora Zdzisława Boronia

Inne:
- Szczawnicka

## Komunikacja miejska
- Linia autobusowa nr 54S (wybrane kursy)
- Linia autobusowa nr 58 (co 15 min)
- Linia nocna nr 34N

## Galeria

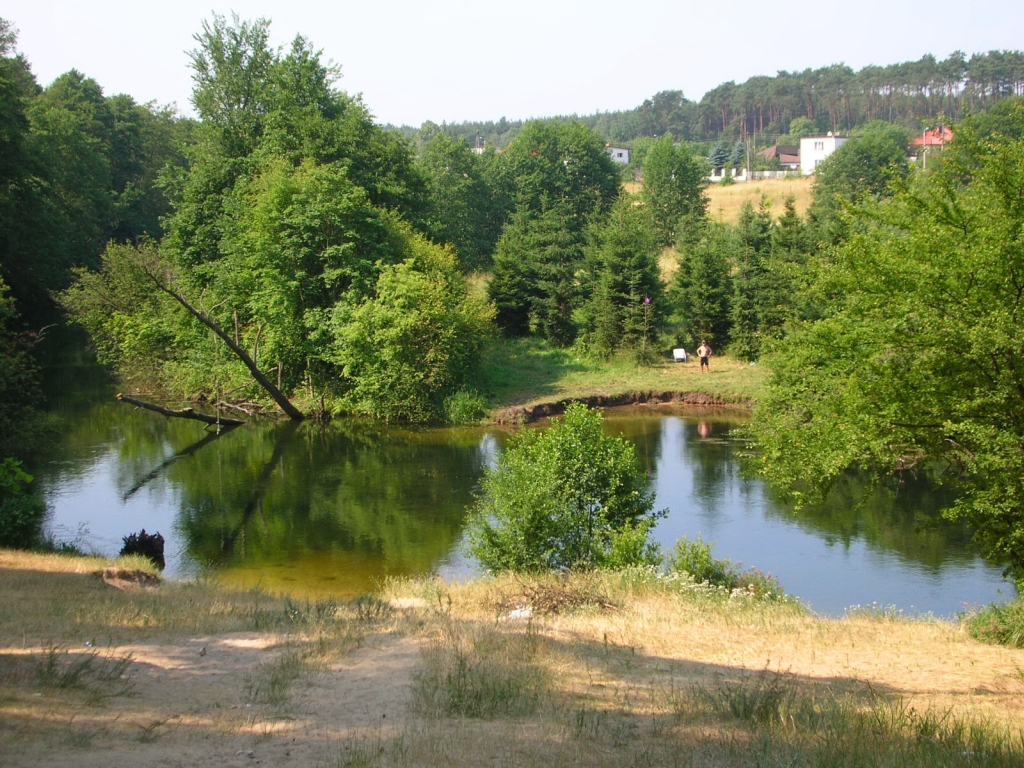
Opławiec z osiedla Piaski
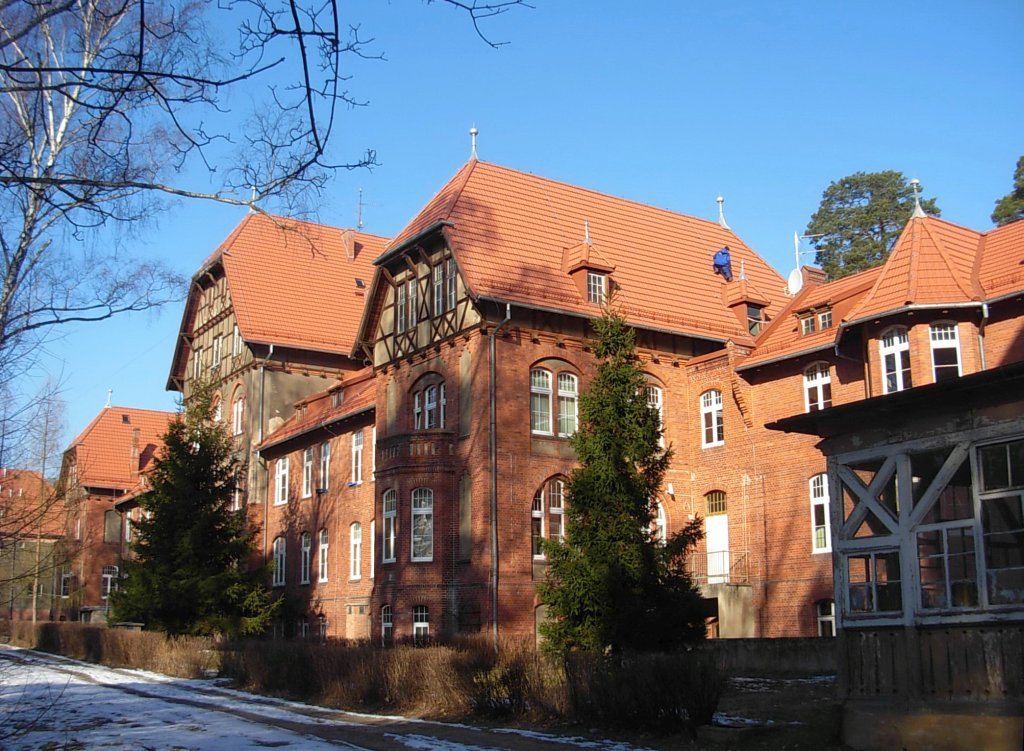
Sanatorium Przeciwgruźlicze
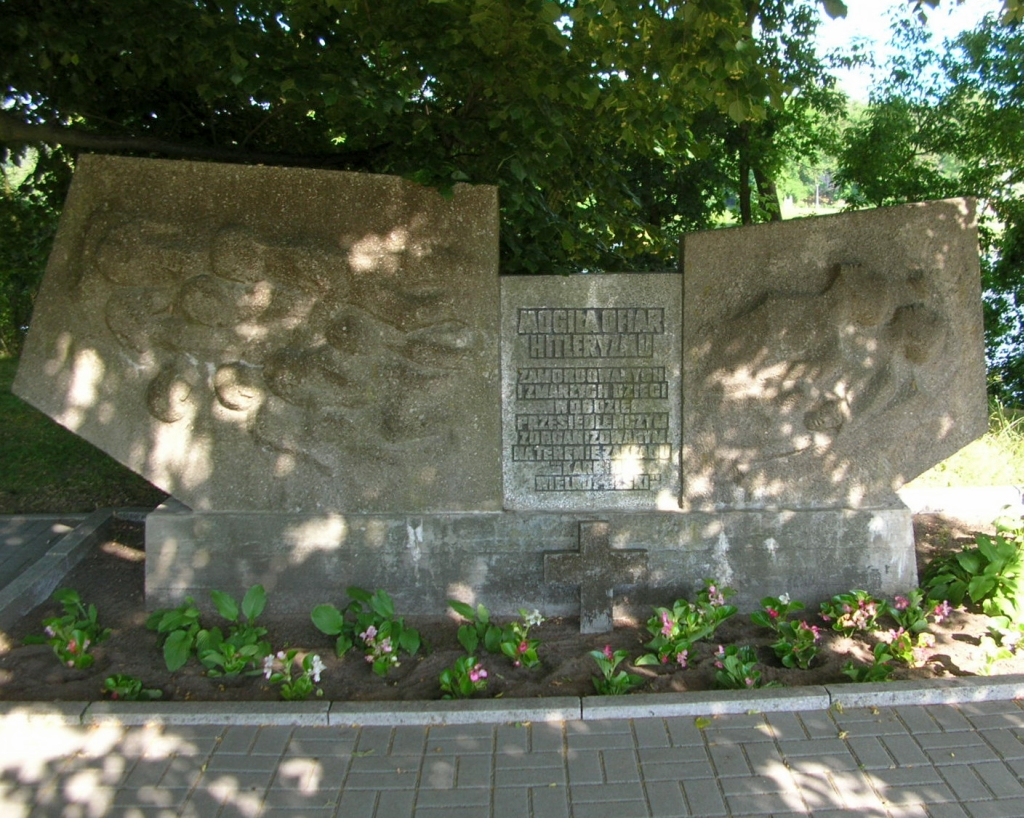
Mogiła ofiar hitleryzmu
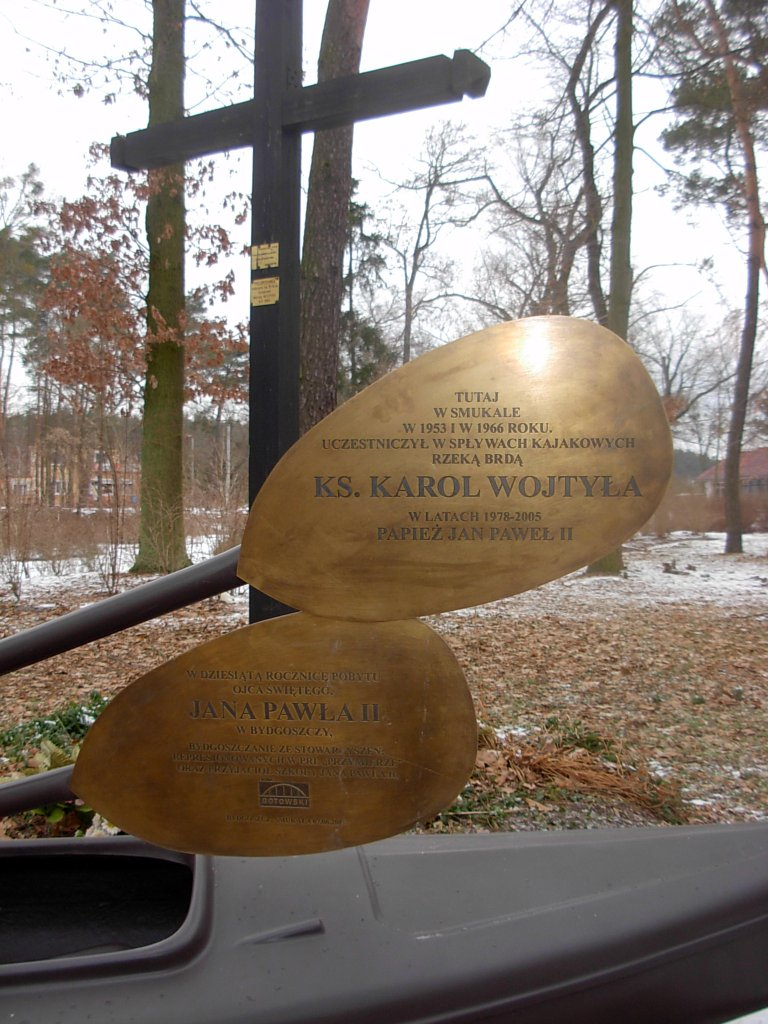
Pomnik ku czci Jana Pawła II, upamiętniający wakacyjny pobyt Karola Wojtyły
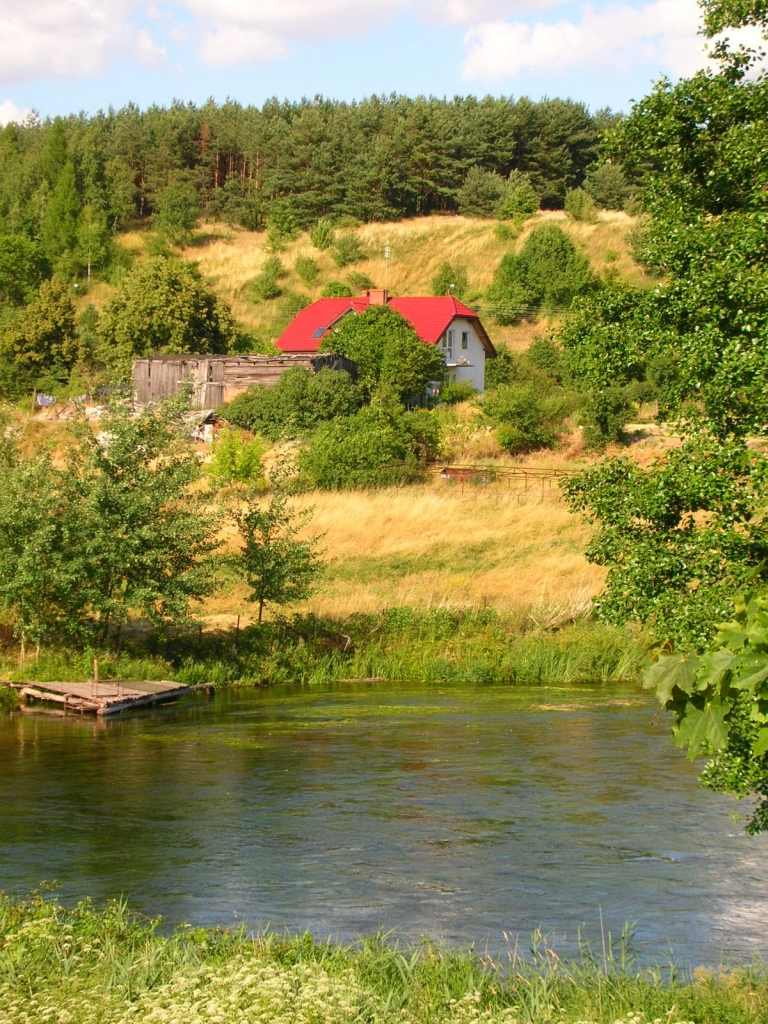
Widok z Opławca na zbocze doliny Brdy
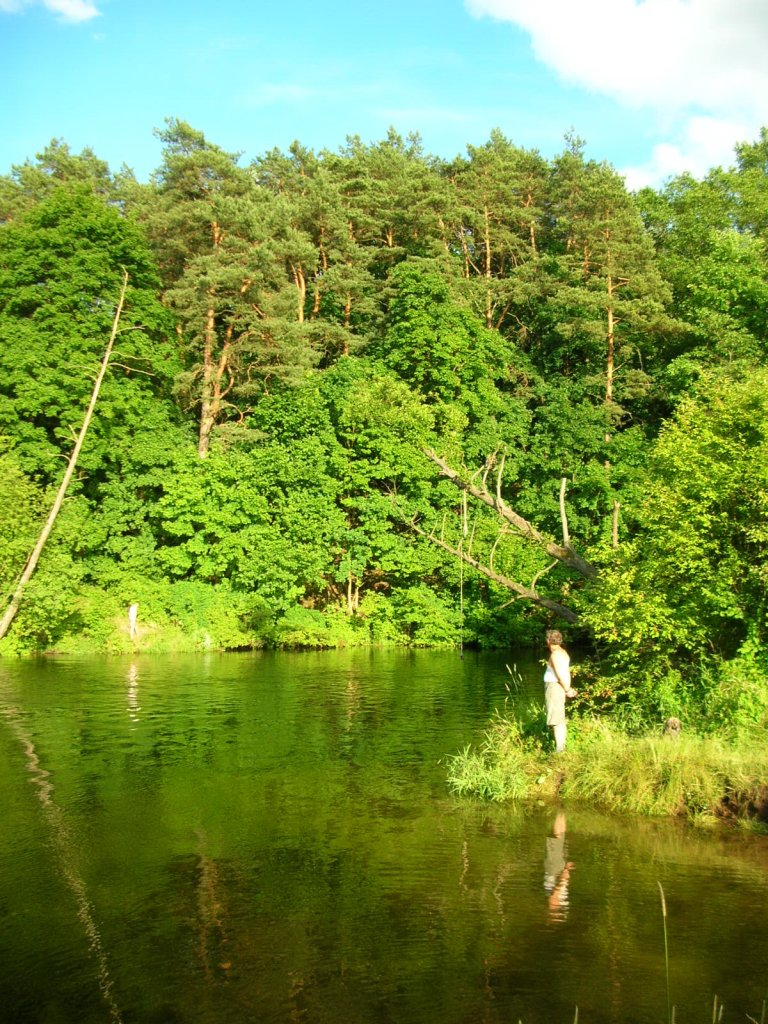
Letni pejzaż Brdy
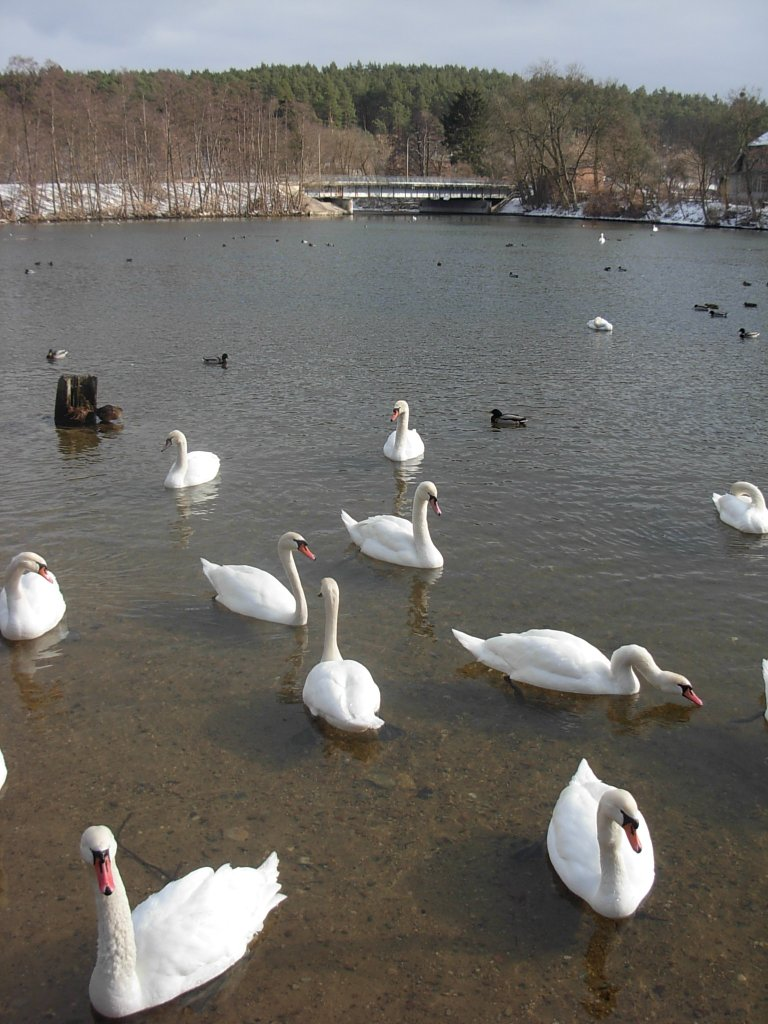
Zalew Smukalski